# Phyllidiopsis monacha
Phyllidiopsis monacha is een slakkensoort uit de familie van de Phyllidiidae. De wetenschappelijke naam van de soort is voor het eerst geldig gepubliceerd in 1986 door Yonow.